# Saint-Jean-des-Champs
Saint-Jean-des-Champs è un comune francese di 1 355 abitanti situato nel dipartimento della Manica nella regione della Normandia.

## Società

### Evoluzione demografica
Abitanti censiti